# Deli-Orman
Pour les articles homonymes, voir Orman (homonymie).
Le Deli-Orman, ou Deliorman (bulgare : Делиормански кон) est une race de chevaux originaire du Nord de la Bulgarie, désormais éteinte. Ce petit cheval de type primitif résulte d'une longue sélection naturelle.

## Histoire
Il est aussi nommé « Bulgare natif » et « Deliormanski » (de Deliorman).
Le nom Deli-Orman provient de la croyance selon laquelle son biotope était autrefois constitué de forêts, il signifie « forêt sauvage  » ou « forêt centenaire » en turc.
Bonnie Lou Hendricks (université d'Oklahoma) signale dans son ouvrage (1995, réédition 2007) l'existence de cette race, sans avoir pu l'étudier. Ces chevaux résultent d'une sélection naturelle, dans des conditions environnementales difficiles. Il fut réputé dans toute la péninsule des Balkans ainsi que dans l'Empire turc. Après l'indépendance de la Bulgarie, ces chevaux servent de base à la création de nombreuses autres races, dont le Pleven.

## Description
Le Deli-Orman est relativement petit, la hauteur au garrot variant entre 1,20 m et 1,40 m. La tête est massive, plate, avec un profil rectiligne et des naseaux étroits, de longues oreilles à base large, et de petits yeux légèrement saillants. L'encolure est droite et mince. Le dos et les reins sont longs. Le garrot est moyennement haut. La queue est attachée bas, bien fournie et longue, atteignant souvent le sol. Cette race native se caractérise par une résistance exceptionnelle aux conditions environnementales défavorables, et une excellente fertilité. Les Deli-Orman sont élevés en extérieur toute l'année, et pas toujours complémentés de nourriture en hiver.
La robe baie est la plus fréquente. L'un des traits caractéristiques du Deli-Orman est sa raie de mulet noire, d'une largeur de 2 ou 3 cm.

## Utilisations
Il est destiné aux petits travaux domestiques. 

## Diffusion de l'élevage
Le Deli-Orman est considéré comme une race native de la Bulgarie et propre au Nord de ce pays, désormais éteinte. L'étude menée par Rupak Khadka de l'université d'Uppsala, et publiée en 2010 pour la FAO, signale le Deli-Orman comme race locale européenne éteinte. 
Il en est de même dans l'ouvrage de Ivan Borisov Matev et Jordan Uzunov, qui le citent parmi 6 races animales domestiques bulgares désormais perdues. Il était présent à Dobritch, Razgrad et Silianskii.